# David Bloomer
David L. Bloomer (* 1. September 1912 in Glasgow; † 15. Januar 1996) war ein schottischer Badmintonspieler und -funktionär.

## Karriere
David Bloomer startete für Schottland im Thomas Cup 1949. Bei den North of Scotland Championships 1952 belegte er Rang zwei. Größere Erfolge erreichte er als Sportfunktionär. Von 1965 bis 1969 war er Präsident der International Badminton Federation.